# Ньютон Тауншип (округ Лекаванна, Пенсільванія)
Ньютон Тауншип (англ. Newton Township) — селище (англ. township) в США, в окрузі Лекаванна штату Пенсільванія. Населення — 2816 осіб (2020).

## Демографія
Згідно з переписом 2010 року, у селищі мешкало 2846 осіб у 982 домогосподарствах у складі 772 родин. Було 1043 помешкання
Расовий склад населення:
| - 98,2 % — білих - 0,5 % — чорних або афроамериканців - 0,5 % — азіатів |

До двох чи більше рас належало 0,6 %. Частка іспаномовних становила 0,9 % від усіх жителів.
За віковим діапазоном населення розподілялося таким чином: 21,6 % — особи молодші 18 років, 63,7 % — особи у віці 18—64 років, 14,7 % — особи у віці 65 років та старші. Медіана віку мешканця становила 44,7 року. На 100 осіб жіночої статі у селищі припадало 102,7 чоловіків;  на 100 жінок у віці від 18 років та старших — 101,0 чоловіків також старших 18 років.
Середній дохід на одне домашнє господарство  становив 93 469 доларів США (медіана — 73 452), а середній дохід на одну сім'ю — 102 747 доларів (медіана — 82 619). Медіана доходів становила 54 213 долари для чоловіків та 42 898 доларів для жінок. За межею бідності перебувало 6,4 % осіб, у тому числі 8,6 % дітей у віці до 18 років та 9,5 % осіб у віці 65 років та старших.
Цивільне працевлаштоване населення становило 1488 осіб. Основні галузі зайнятості: освіта, охорона здоров'я та соціальна допомога — 25,5 %, роздрібна торгівля — 12,5 %, виробництво — 11,1 %.